# Liste der Naturschutzgebiete im Kreis Arad
Die Liste der Naturschutzgebiete im Kreis Arad umfasst die Naturschutzgebiete von nationaler Bedeutung im Kreis Arad in Rumänien. Diese wurden durch das Gesetz Nummer 5 vom 6. März 2000 und den Gerichtsbeschluss Nr. 2.151 vom 30. November 2004 wie folgt festgelegt:
| Naturschutzgebiet            | Ortschaft, Kreis          | IUCN-Kategorie | Typ des Biotops, Artenschutzgebiets          | Fläche (ha) | Bild                         |
| ---------------------------- | ------------------------- | -------------- | -------------------------------------------- | ----------- | ---------------------------- |
| Buchenwäldchen Râul-Mic      | Luncșoara                 | IV             | Waldschutzgebiet                             | 165,50      |                              |
| Macea-Wäldchen               | Macea                     | IV             | Waldschutz- und Pflanzenschutzgebiet         | 20,50       |                              |
| Rovina-Teich                 | Ineu                      | IV             | Tierschutzgebiet                             | 120         |                              |
| Șoimoș-Teich                 | Lipova                    | IV             | Tierschutzgebiet                             | 1           | Balta Soimos 07 Aprilie 2014 |
| Gurahonț-Teiche              | Gurahonț                  | IV             | Pflanzenschutz                               | 2           |                              |
| Dosul Laurului               | Zimbru                    | IV             | Pflanzenschutz                               | 32,20       |                              |
| Fossillagerstätte Monoroștia | Monoroștia                | IV             | Paläontologisches Schutzgebiet               | 0,10        |                              |
| Fossillagerstätte Zăbalț     | Zăbalț                    | IV             | Paläontologisches Schutzgebiet               | 5           |                              |
| Großer Kies                  | Secusigiu                 | IV             | Natur- und Landschaftsschutz                 | 91,20       |                              |
| Lunca-Wald                   | Mișca                     | IV             | Vogelschutzgebiet                            | 2           |                              |
| Socodor-Wald                 | Socodor                   | IV             | Vogelschutzgebiet                            | 3,10        |                              |
| Cărand-Flaumeichenwald       | Cărand                    | IV             | Waldschutzgebiet                             | 2,10        |                              |
| Naturpark Marosch-Auen       | Kreis Arad și Kreis Timiș | V              | Natur- und Landschaftsschutz                 | 17.166      | Lunca Mureşului              |
| Rovina-Narzissenwiese        | Ineu                      | IV             | Pflanzenschutz                               | 0,10        |                              |
| Valea-Morii-Höhle            | Moneasa                   | III            | Speläologisches Schutzgebiet                 | 5           |                              |
| Duțu-Höhle                   | Săvârșin                  | IV             | Speläologisches Schutzgebiet                 | 0,10        |                              |
| Sinesie-Höhle                | Căprioara                 | IV             | Speläologisches Schutzgebiet                 | 0,10        |                              |
| Runcu-Groși                  | Bârzava                   | IV             | Waldschutzgebiet                             | 261,80      |                              |
| Socodor-Salzwiesen           | Socodor                   | IV             | Pflanzenschutz und Geologisches Schutzgebiet | 95          |                              |
| Sâc-Wald                     | Cărand                    | IV             | Tierschutzgebiet                             | 17,80       |                              |